# Grønlands Erhverv
Grønlands Erhverv (grönländisch Sulisitsisut, englisch Greenland Business Association) ist der größte grönländische Arbeitgeberverband.

## Geschichte
Der Verband wurde 1966 unter dem Namen Grønlands Arbejdsgiverforening („Grönlands Arbeitgebervereinigung“) gegründet. Bei der Landesratswahl 1971 traten vier Kandidaten als Wählergruppe für den Arbeitgeberverband an, erhielten aber nur 155 Stimmen und verpassten somit einen Sitz in Grønlands Landsråd. Im März 2015 änderte der Verband seinen Namen zu Grønlands Erhverv – Sulisitsisut („Grönlands Gewerbe – Die Arbeitgeber“). Mit Stand 2021 vertritt Grønlands Erhverv rund 350 grönländische Unternehmen mit zusammen rund 7000 Mitarbeitern, was etwa einem Fünftel der Beschäftigten in Grönland entspricht. Da ein großer Teil der Bevölkerung öffentlich angestellt ist, vertritt stehen die von Grønlands Erhverv vertretenen Unternehmen jedoch für rund 80 % der privaten Lohneinkünfte Grönlands.

## Aufgaben
Grønlands Erhverv nennt selbst vier Hauptaufgaben:
- GE soll die Interessen der grönländischen Wirtschaft in der Politik vertreten, um die Wirtschaft zu fördern.
- GE soll seine eigenen Mitgliedsunternehmen durch juristische und wirtschaftliche Beratung und Information unterstützen.
- GE soll vor allem in Zusammenarbeit mit dem Gewerkschaftsverband SIK die grönländischen Tarifverträge aushandeln.
- GE soll sich aktiv für die Förderung der grönländischen Wirtschaft einsetzen, beispielsweise durch den Aufbau internationaler Kontakte und innovativer Arbeit.

## Organisation
Grønlands Erhverv wird von einem Vorstand geleitet. Dieser besteht aus einem Vorsitzenden, sechs Regionalvorsitzenden und zehn Branchenvertretern. Ein Direktor leitet das Sekretariat des Verbands. Der Verband hat Lokalverbände für jeden Distrikt in Grönland. Die Regionalvorsitzenden stehen für die fünf grönländischen Kommunen sowie ein weiterer für den nördlichen Teil der Avannaata Kommunia. Die Branchenausschüsse, deren Vorsitzende dem Vorstand angehören, sind folgende: Gebäudehandwerk; Sanitärwesen; Rohstoffe; IT, Kommunikation und Medien; Liberales Gewerbe (Anwälte, Makler, Revisoren, Übersetzer etc.); Service und Transport; Hotel, Restaurant und Tourismus; Fischerei und Export; Technikberatung, Einzelhandel.

## Leitung
Folgende Personen dienten im Laufe der Zeit als Vorsitzende bzw. Direktoren (seit 1979) des Verbands.

### Vorsitzende
- 1966–1968: Villy Kragelund
- 1968–1969: Kaj Narup
- 1969–1972: Jens John Høgh
- 1972–1974: Anker Jensen
- 1974–1975: Søren V. Pedersen
- 1975–1978: Knud Jensen
- 1978–1982: Søren V. Pedersen
- 1982–1988: Kaj Schmidt
- 1989–1990: Peter Pars
- 1990–1991: Karl Bejder Christensen
- 1991–1992: Erik Kjærgaard Nielsen
- 1992–1995: Erik Nørskov
- 1995–1999: Peter Pars
- 1999–2000: Preben Kold Larsen
- 2000–2001: Mogens Ørgaard Larsen
- 2001–2002: Magnus Agerskov
- 2002–2006: Torben Nielsen
- 2006–2013: Henrik Sørensen
- seit 2013: Henrik Leth

### Direktoren
- 1979–1989: Ejner Jacobsen
- 1989–1994: Hagen Højer Christensen
- 1994–2008: Ole Rud
- 2008–2012: Henrik Leth
- 2012–2020 Brian Buus Pedersen
- seit 2020: Christian Keldsen